# Obere Altstadt

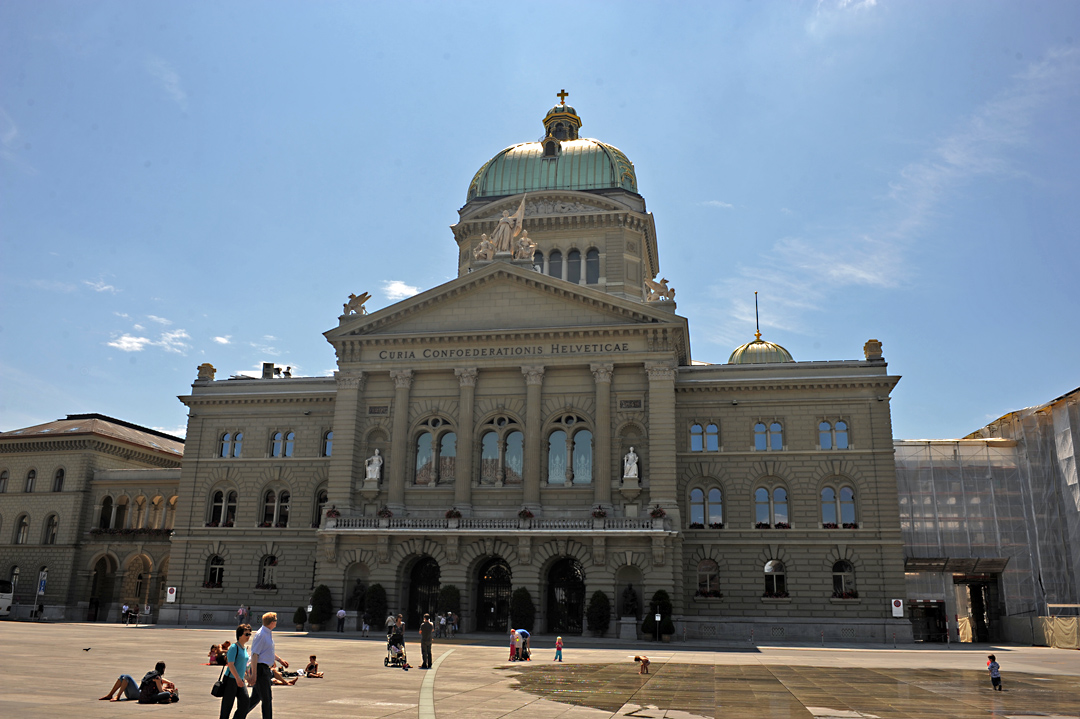
Bundeshaus Bern (2009)

Die Obere Altstadt ist ein gebräuchliches Quartier im Stadtteil I Innere Stadt von Bern. Zwei statistische Bezirke gehören dazu: das Gelbe Quartier und das Rote Quartier. Im Osten grenzt es an die Untere Altstadt, die Grenze bildet der Kornhausplatz mit dem Theaterplatz und Casinoplatz. Die Innere Stadt entspricht der Berner Altstadt, dem historischen Stadtkern und Weltkulturerbe.
Im Jahr 2022 wurden 466 Einwohner angegeben, davon 317 Schweizer und 149 Ausländer.
Auf dem Gelände der Oberen Altstadt liegen das Bundeshaus mit der Bundesterrasse und weitere Bundesgebäude, die Nationalbank, das Kornhaus und das Stadttheater als Kulturzentren, der Käfigturm und der Park Kleine Schanze. Bundesplatz, Bärenplatz und Waisenhausplatz bilden zusammen das wohl zentralste Platzensemble Berns. Auch der Bahnhof Bern mit seinem Vorplatz (Bahnhofplatz und Bubenbergplatz) und die Laubengänge in den in Ost-West-Richtung laufenden Gassen sind einige der Höhepunkte dieses wohl zentralsten Quartiers von Bern.
Gassen in Ost-West-Richtung:
- Nägeligasse/Speichergasse
- Zeughausgasse/Aarbergergasse
- Neuengasse
- Marktgasse/Spitalgasse
- Amthausgasse/Schauplatzgasse
- Kochergasse/Bundesgasse